# بارتش (عشر ستاق)
بارتش (بالفارسية: پارچ) هي قرية تقع في إيران في قسم عشر ستاق الريفي. يقدر عدد سكانها بـ 158 نسمة بحسب إحصاء 2016.